# Villers-Patras
Villers-Patras település Franciaországban, Côte-d’Or megyében. Lakosainak száma 86 fő (2022. január 1.). Villers-Patras Charrey-sur-Seine, Vix, Obtrée és Pothières községekkel határos.

## Népesség
A település népessége az elmúlt években az alábbi módon változott:
| Lakosok száma | 109  | 116  | 123  | 100  | 107  | 111  | 97   | 86   | 82   | 86   |
|               | 1968 | 1982 | 1990 | 2006 | 2013 | 2015 | 2017 | 2019 | 2020 | 2022 |